# 第23軍 (德國國防軍)
第23軍（XXIII. Armeekorps）是二戰期間德國國防軍陸軍的一個軍。它曾在西線和東線服役。它建立后在假战期间驻守齊格菲防線，法国站后驻守海峽沿岸。第23軍於1941年6月被轉移到東普魯士，然後在东北欧地區参与苏德战争，從1941年8月起在東部前線的中部地區参战。二战末期的1945年，它參加了西普魯士的防禦戰，首先是隶属于維斯杜拉集團軍，最後改隶東普魯士集团军群。
服役日期為：
- 齊格菲防線–1939年9月–1941年6月
- 東線–1941年6月–1945年5月